# جلال‌الدین خوارزمشاه
جلال الدین و الدنیا ابوالمظفر مِنکُبِرنی بن علاءالدین محمد  (۵۹۶–۶۲۸ ه‍.ق)، مشهور به سلطان جلال‌الدین خوارزمشاه، آخرین سلطان امپراتوری خوارزمشاهیان در ایران بود. عمده دوران وی به جنگ با مغولان، خلیفه عباسی و روسودان ملکه گرجستان گذشت.
سلطان جلال‌الدین منکبرنی فرزند ارشد سلطان محمد خوارزمشاه بود، اما با وجود نفوذ بالای مادربزرگش، ترکان خاتون، اجازه داده نمی‌شد سلطان محمد او را که از مادری ترکمن زاده شده بود به عنوان ولیعهد خود انتخاب کند. زیرا ترکمن ها و قبچاق ها همواره باهم در رقابت بودند. او هنگام فرار سلطان محمد از مقابل سپاهیان چنگیز، همراه پدر بود. محمد در جزیرهٔ آبسکون پسرش اوزلاغ شاه را خلع و جلال‌الدین را به جانشینی نامزد کرد و دو برادر او را به قبول حکم او مأمور ساخت اما پس از مرگ محمد، برادران در صدد قتل جلال‌الدین برآمدند اما با هوشیاری اینانج خان که از امیران دلیر سلطان بود، وی از مهلکه گریخت.
لغت‌نامه دهخدا تلفظ منکبرنی را به کسر میم و ضم کاف و کسر ب آورده‌است اما همان‌جا هم تصریح شده‌است که تلفظ دقیق و معنی این کلمه هنوز معلوم نیست.

## بعضی از صفات جلال‌الدین

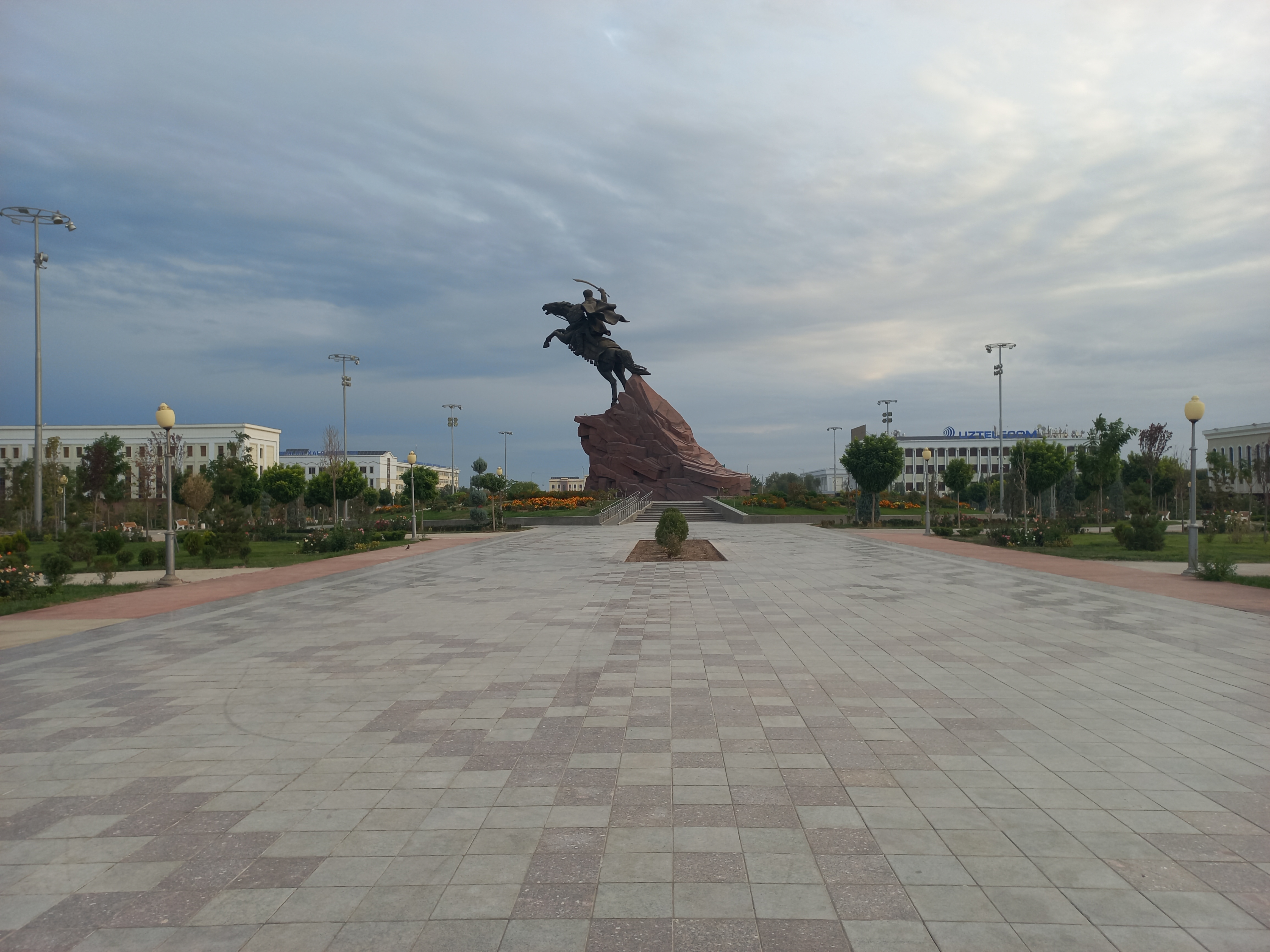
مجسمه جلال الدین سوار بر اسب در گرگانج، ازبکستان

مردی بود اسمر (گندم‌گون) و تقریباً کوتاه بالا و ترک شکل و ترکی گوی بود که گاهی به فارسی هم سخن می‌گفت. شجاعت او زبانزد بود و از تمام لشکر دلیرتر، به هر چیز غضب نمی‌کرد و دشنام نمی‌داد و خنده او جز تبسم نبود. سخن بسیار نمی‌گفت و عدل را دوست داشت و بر رعیت مهربان بود. زیر نامه‌های خویش عبده و گاه خادمه می‌نوشت و اصرار داشت او را سلطان خطاب نکنند.

## زندگی

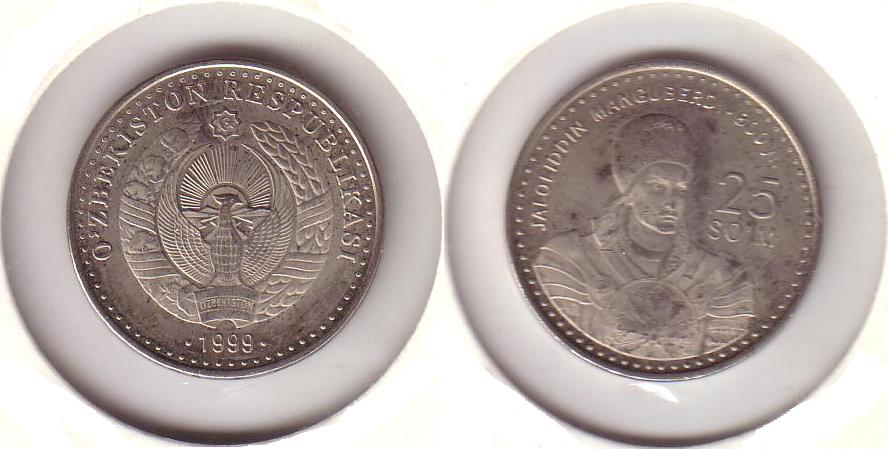
سکه یاد بود سلطان جلال الدین خوارزمشاه در گرگانج

او بر خلاف پدرش از رویارویی با مغولان هراسان نبود. به گفته عزالدین ابن اثیر زمانی که پدرش در سمرقند برای فرار از دست لشکریان مغول برنامه‌ریزی می‌کرد، جلال‌الدین و شهاب‌الدین خیوقی تأکید داشتند که باید با تمام قوا به رویارویی دشمن شتافت و با آن جنگید.
بعد از مرگ سلطان محمد خوارزمشاه او با سپاهی که برای او باقی‌مانده بود عزم خود را برای مقابله با سپاه مغول جزم نمود. او از کرانه دریای خزر مجدداً به سمت شرق حرکت کرد تا خود را برای رویارویی با مهاجمان مهیا سازد. لشکریان او را بیشتر ترکمن ها تشکیل میدادند. او در سال ۶۱۷ ق/۱۲۲۱ م به سمت نیشابور، غزنه و هرات حرکت نمود و درگیری‌هایی نیز با مغولان پیدا کرد. آوازه مبارزات جلال‌الدین به گوش چنگیز خان رسید و او سپاهی با سی هزار مرد جنگی به فرماندهی شیگی قوتوقو به سمت او روانه کرد. سپاه جلال الدین و شیگی قوتوقو در نزدیکی پروان با یکدیگر جنگیدند که به شکست لشکریان شیگی قوتوقو انجامید.این پیروزی‌ها به خاطر طمع شرم‌آور سپاهیان قارلوق و قبچاق جلال‌الدین در تقسیم غنائم و رشک برادران جلال‌الدین بر وی زودگذر و ناپایدار بود و از سپاهیان او فقط ترکمن های امین الملک باقی ماندند. به گفته جوینی نهایتاً در سال ۶۱۸ ق/۱۲۲۱ م شخص چنگیزخان عزم نبرد با جلال‌الدین کرد و در ساحل رود سند با وی گلاویز شد. جلال الدین با سپاهش به قلب دشمن زد که باعث درهم فروریختن سپاه چنگیز شد و پی چنگیز افتاد اما ده هزار سواری که چنگیز به کمین گماشته بود باعث برهم زدن اوضاع و پراکنده شدن سپاه جلال‌الدین شد و پسر هشت ساله جلال‌الدین به دستور چنگیز در میان میدان نبرد کشته شد در این نبرد لشکر جلال‌الدین در هم فروریخت ولی شخص جلال‌الدین شجاعانه جنگید زمانی که سلطان به خیمه مادر و همسر و حرم خود نزدیک شد شیونشان برآمد که مارا بکش تا به دست تاتار اسیر نشویم که سلطان دستور غرق کردن ایشان را داد. در انتهای نبرد او از ارتفاع ده متری اسب خویش را در آب انداخت و مغولان در صدد تعقیب او برآمدند ولی با ممانعت چنگیز خان روبرو شدند، چرا که او می‌خواست نحوه عبور جلال‌الدین از رود سند را مشاهده کند.باقی سپاهیان ترکمن جلاالدین تا آخرین نفس در حال پیکار با مغولان بودند و همگی  در مقابل انبوه سپاهیان مغول به خاک افتادند. جلال‌الدین با یک شمشیر و نیزه و سپر از رود سند گذشت و چنگیز خان با مشاهده این صحنه روی به پسران آورد و گفت: «از پدر، پسر چنین باید». که به این مسئله اشاره داشت که سلطان محمد همیشه در حال گریز از وی بود
جلال‌الدین به تنهایی روانه هندوستان شد، سه سال در آنجا ماند و سپاهی برای خود ترتیب داد. از این پس بود که جلال‌الدین به سمت غرب متمایل شد تا اوضاع درونی نابسامان ایران را اصلاح کند تا پس از آن اسب را برای مصاف با مغولان زین کند. در ابتدا لشکر او فاقد تجهیزات لازم و کافی بود. به روایت نسوی وقتی از لاهور به سمت سیستان و بلوچستان حرکت می‌کرد، سپاهیان وی حدود چهار هزار تن بودند که بر درازگوش و گاو نر سوار بودند.

## تلاش ناموفق برای اتحاد با خلیفه در برابر مغولان

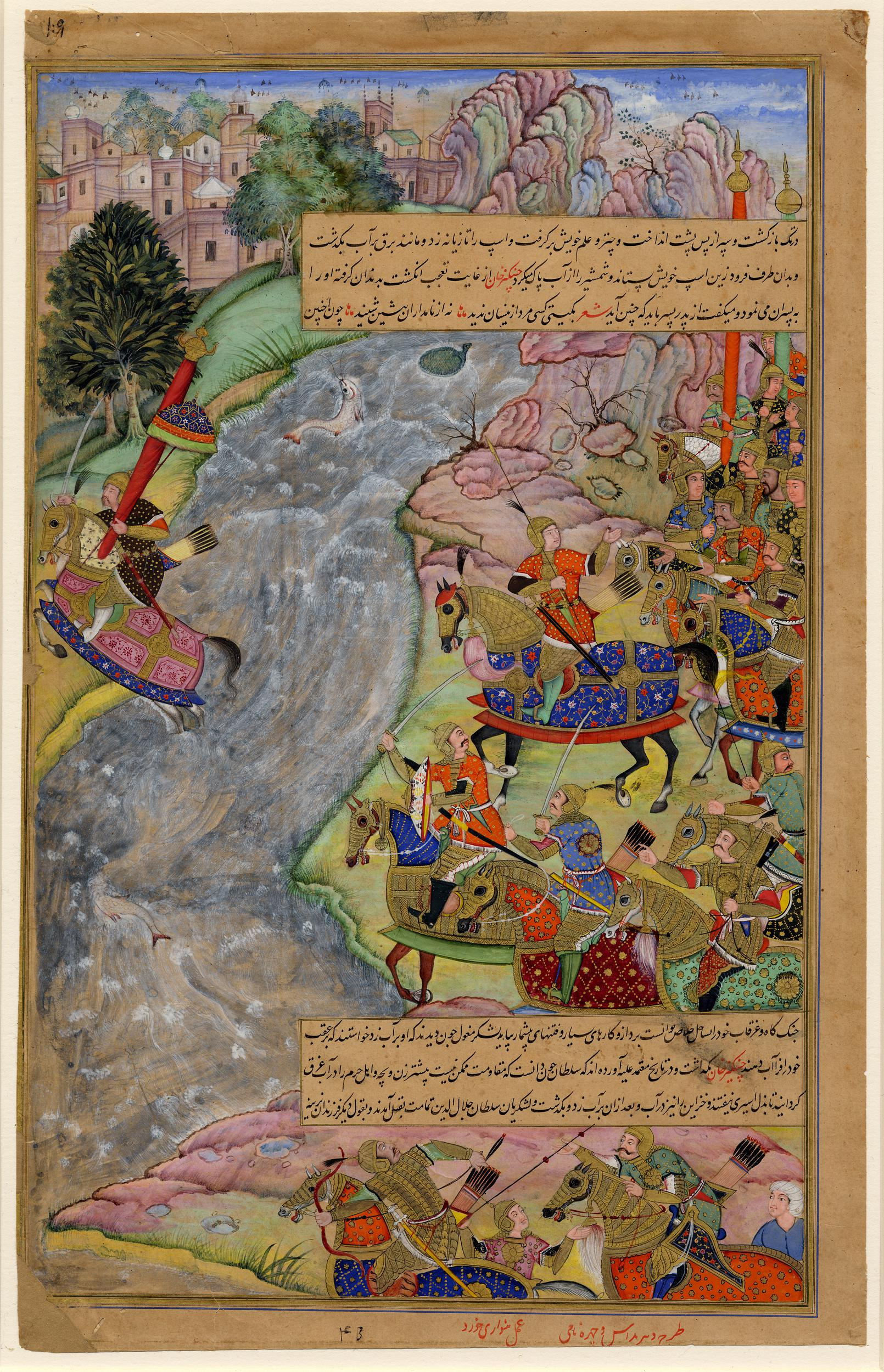
جلال الدین درحال عبور از رود سند

در سال ۶۲۱ قمری جلال‌الدین با سپاهیان همراهش وارد شاپورخواست شد. وی برای بازیابی نیروهایش یکماه در این شهر توقف کرد و برخی از امرای لر به نزدش رسیده و به وی پیوستند. جلال‌الدین پیکی نزد خلیفه عباسی الناصرلدین الله فرستاد و از وی درخواست کمک برای رویارویی با مغولان کرد. خلیفه که از پدر وی کینه داشت به جای پاسخگویی به درخواست کمک وی دو سپاه از شمال و جنوب به قصد نابودی وی روانه کرد.
سپاه نخست از جنوب و تحت فرمان قشتمور بود و سپاه دوم از اربیل به فرماندهی امیر مظفرالدین به سمت وی حرکت کرد. قصد این دو سپاه محاصره جلال‌الدین از دو جهت بود
سپاه ممالیک زودتر از سپاه اربیل به وی رسید.
جلال الدین به قشتمور فرمانده پیغام داد که برای جنگ نیامده و قصدش همکاری با خلیفه است اما قشتمور که به تعداد نفراتش مغرور بود به وی حمله کرد.
نفرات جلال‌الدین تقریباً یک دهم سپاه قشتمور بودند به همین دلیل وی نخست وانمود کرد که از حمله سپاهیان قشتمور ترسیده و در حال گریز است. سپاه قشتمور به دنبال وی حرکت کردند و پس از رسیدن به نقطه مورد نظر افراد کمین کرده جلال الدین به آن‌ها حمله کرده و آن‌ها را تار و مار کردند.
سپاه خلیفه روی به گریز آوردند و جلال‌الدین تا نزدیک بغداد آن‌ها را تعقیب کرد.
جلال‌الدین از نزدیک بغداد بازگشت و به وی خبر رسید که لشکری از سمت اربیل به سمت وی در حرکت است. اینبار وی از راه کوهستان حرکت کرد و لشکر اربیل را غافلگیر کرده و فرمانده آن مظفرالدین را اسیر کرد. وی با مظفرالدین به نرمی برخورد کرد و وی را آزاد نمود سپس به سمت تبریز رفت و شهر تبریز را محاصره کرد.
حاکم شهر اتابک ازبک پیش از رسیدن وی شهر را ترک کرده و همسرش را به جای خود گذاشته بود.
همسر وی که در خود توان مقابله نمی‌دید به جلال‌الدین پیغام داد که شوهرش وی را سه طلاقه کرده و وی حاضر است به عقد وی در آید و هدایای زیادی هم به وی تقدیم کرد اما قرار بر این گذاشت که در شهر دیگر این عقد صورت گیرد.
جلال الدین قبول کرد و ملکه و جلال‌الدین هردو به خوی و سپس به نخجوان رفته و ازدواج در این شهر انجام شد.
از این پس جلال‌الدین به جنگ با گرجیان مشغول شد
در فاصله سال‌های ۶۱۹ ق/۱۲۲۲ م و ۶۲۳ ق/۱۲۲۶ م جلال الدین به کرمان، فارس، اصفهان، خوزستان، شوشتر، اربیل، آذربایجان، اران، مراغه، تبریز، خوی، تفلیس، ارمنستان، اخلاط و نواحی دیگر لشکرکشی نمود. فتح تفلیس که بیش از یک قرن در دست گرجیان بود و حتی سلجوقیان در اوج قدرت خویش از تصرف آن عاجز بودند، جلال‌الدین را به اوج شهرت رساند. جلال الدین هنگام این لشکرکشی‌ها در برخی شهرها (مانند اخلاط) اقدام به قتل‌عام یا غارت (تفلیس و حوالی شهر بغداد) می‌کرد.
پس از مراجعت وی از هند، اولین برخورد او با مغولان در سال ۶۲۴ ق/۱۲۲۷ م رخ داد. جنگ‌های جلال‌الدین با مغولان عمدتاً با پیروزی مغولان همراه بود و تنها پیروزی جلال الدین در رمضان ۶۲۵ ق/۱۲۲۸ م رخ داد. سرانجام اوکتای پسر چنگیز خان در سال ۶۲۸ ق/۱۲۳۰ م سپاهی مرکب از سی هزار مرد جنگی را برای اتمام کار جلال‌الدین به سمت اران گسیل داشت. سرعت عمل لشکریان مغول حیرت‌انگیز بود. جلال‌الدین در همین اثنا در ۲۸ رمضان ۶۲۷ از سلطان علاءالدین کیقباد از سلاجقه روم در نزدیکی ارزنجان شکست خورد و به آذربایجان گریخت و لشکریان خود را به دشت مغان به استراحت فرستاد و خود به باده گساری پرداخت.
هنگامیکه در سپیده دم شوال ۶۲۸ ق/۱۲۳۱ م در شهر آمد از خواب عشرت و مستی برخاست لشکر مغول را در نزدیکی خویش یافت وی به کنار ارس گریخت و از آنجا به ارومیه رفت تا از ملوک آن سامان کمک گیرد اما کسی او را یاری نکرد. در نزدیکی دیاربکر مغولان بر سر او ریختند ولی او جان به در برد و به ناچار به میافارقین فرار کرد و در نیمهٔ شوال ۶۲۸ در کوه‌های اطراف آن شهر به دست جمعی از کردان که راه را بسته بودند غارت شد و زمانی که قصد کشتن او را کرده بودند حقیقت سلطان بودنش را به بزرگ آنان گفت و وعده ملک شدن یکی از شهرها را به او داد و او پذیرفت اما زمانی که آن کرد به کوه رفته بود تا اسبان را بیاورد توسط یکی از افرادش کشته شد.
در حالیکه ابن اثیر در کتاب الکامل فی تاریخ می‌نویسد: از سلطان جلال‌الدین تا پایان سال ۶۲۸ خبری به دست نیامد. همچنین تا آخر ماه صفر سال ۶۲۹ نیز از حال او آگاهی نیافتیم. که خود این گزارش، خبر نسوی، در مورد مرگ سلطان به دست کردان را رد و بی‌اعتبار می‌کند.
از قول شیخ علاءالدوله سمنانی آورده‌اند: که من در بغداد در ملازمت شیخ نورالدین عبدالرحمان اسفراینی بودم که آن جناب از مجلس برخاست و بیرون شد و تا مدت سه روز به خانقاه نیامد و چون بازآمد، مریدان از غیبت شیخ پرسش کردند. شیخ فرمود: که سلطان جلال‌الدین خوارزمشاه بعد از همه زحمتها آخر خود را از سلطنت معزول نموده، سلطنت فقر اختیار فرموده و در این مدت از همت بلند به درجه رجال الله رسیده. در این دو روز در قریه صرصر از قرای بغداد وفات کرد و من از عالم غیب مأمور به کفن و دفن او شدم و بازآمدم. دیه صرصر در دو فرسخی بغداد در کنار نهر عیسی جای دارد، به گفته سید محمدکاظم طباطبایی در کتاب العروةالوثقی صفحه ۳۲۳ آمده‌است که … در سال ۶۸۷ قمری علاءالدوله سمنانی در ۲۸ سالگی پنهان از ارغون و شحنگان وی روانه بغداد شد و با نورالدین عبدالرحمان اسفراینی ملاقات کرد. اگر ملاقات این دو صوفی را سال ۶۸۸ در نظر داشته باشیم و مفقود شدن سلطان را سال ۶۲۸ بپذیریم که در آن سال سلطان مردی ۳۲ ساله بوده پس از گذشت شصت سال سلطان جلال الدین در هنگام مرگ پیرمردی با سن بیش از نود سال می‌بایست باشد. (محمدعلی طهماسب زاده)
با مرگ جلال‌الدین، اصلی‌ترین نیروی مقاومت در مقابل مغولان در هم شکست و نه سلاطین ایوبی و نه سلاجقه روم از عهده مهار این سیل بنیان کن بر نیامدند.

## در تعقیب جلال‌الدین
سردار مغول جرماغون نویان که در جنگ‌های ایران بوده‌است برای خاتمه کار جلال‌الدین خوارزمشاه و کار فتح آذربایجان و کردستان که هنوز تصرف نشده باقی‌مانده بود، انتخاب شد. وی در سال ۶۲۸ ابتدا با ۵۰ هزار تن حرکت نمود ولی با کمک‌هایی که از جانب امرا و حکام ترکستان و حکام مغولی خوارزم گرفت و نیز به اضافهٔ حشرهایی که در خراسان به چنگ آورد تعداد نفرات اردو به صد هزارنفر رسید. از راه اسفراین و ری خویش را به مناطق غربی ایران رسانیدند و در آن موقع جلال‌الدین در خوی به سر می‌برد. پایان کار جلال‌الدین پس از چند زد و خورد با مغولان، رفتن .در سال ۱۲۳۱، بین دیاربکر و سیلوان، در منطقه ای که احتمالاً رود عنبر در آن واقع شده است، وی مورد حمله شبانه قرار گرفت که مقر فرماندهی او در آنجا واقع شده بود. برخی از سربازان وی در حمله شبانه کشته شدند و او زنده ماند. وقتی به کوهی، احتمالاً در قسمت شمالی سیلوان پناه برد، توسط راهزنان محاصره می شود. جلالدین خوارزمشاه به رهبر راهزنان می‌گوید که او یک سلطان است، آنها نباید درمورد او تصمیمی عجولانه بگیرند، یا باید اجازه داده شود که به زادگاهش برود یا به شهاب‌الدین، که امیر سیلوان است، برود. اگر او را پیش شهاب‌الدین ببرند توسط امیر پاداش داده داده خواهد شد و اگر به زادگاهش برود رئیس راهزنان را به عنوان “امیر” تعیین می‌کند.”۱۱
رئیس راهزن پیشنهاد بردن او به کشورش را می پذیرد و می گوید من تو را به کشور خود می برم و تو هم من را امیر تعیین می کنی. راهزن جلالدین خوارزمشاه را به خانه ای که همسرش در آن زندگی می کرده می برد. در حالی که جلالدین خوارزمشاه در خانه منتظر است، وقتی راهزن برای آوردن اسبهایش به کوه می رود، شخص دیگری جلالدین خوارزمشاه را می بیند و می گوید که این شخص یک خوارزم است و خوارزم ها برادرش را در محاصره اخلاط کشته اند. این شخص، با نادیده گرفتن سخن همسر راهزن که می گوید: “این یک سلطان است”، جلالدین خوارزمشاه را می‌کشد. سپس جسد جلالدین خوارزمشاه توسط مظفر شهاب‌الدین غاضی، امیر سیلوان، به سیلوان آورده و در آنجا به خاک سپرده می شود.۱۱
بعد از ماجرای جلال‌الدین، مغولان به سه دسته تقسيم شدند که دسته اول به سراغ تسخیر و غارت دیاربکر و ارزروم و میافارقین و ماردین و نصیبین و موصل رفتند و تا سواحل رود فرات تاختند و در این حمله آنچنان خون ریخته و ویران کردند که دیگر هیچ نیرویی تاب جنگ با مغول را نداشت. دسته دوم به سوی شهر بدلیس روان شدند و بعد از تصرف آن همه جا را به آتش کشیده و غارت کردند، مردم را یکسره به قتل کشیدند، باغ‌ها را ویران و ریشه‌کن کردند، مزارع را به آب بستند و همین کار را با بعضی نواحی اخلاط انجام دادند. دسته سوم به ۱۹ ذیقعده ۶۲۸ هجری بر مراغه مسلط یافته و سپس از راه آذربایجان به اربل آمدند و کشتاری فجیع برپا کرده و پس به انتظار رسیدن خبری از سرنوشت جلال‌الدین، مدتی در اربل ماندند؛ و پس به سنه ۶۲۹ هجری عازم فتح تبریز شدند. به صلاحدید قاضی شهر، مردم شهر را به اطاعت درآورد و هدایایی نفیس و زیاد برای اوگتای خان و فرمانده سپاه جرماغون نویان تقدیم نموده و متعهد شدند که هرسال خراجی گزاف بپردازند و عدهٔ زیادی از صانع و هنرمندان نام آوازه تبریز را نیز برای تزئین بارگاه اوگتای خان، به نزد وی روان کردند و به این عمل تبریز از شر قتل‌عام مردم، ویرانی و سوختن نجات یافت.
سپس مغولان متوجه عراق و بین‌النهرین گردیدند. در آن وقت المستنصر خلیفه عباسی از سلاطین ممالک خویش طلب کمک خواست؛ که الملک الکامل سلطان مصر و الملک ناصرداوود و الملک الاشرف شاهان ایوبی شام و نیز علاءالدین کیقباد شاه سلجوقی روم به کمک وی شتافتند ولی قبل از این که این ارتش بتواند با مغولان رودررو شوند، چند دستگی و نفاق میان آنان به وجود آمده بود از هم پاشیده شدند و هرکدام از روسای ممالک، راه خویش را جدا در پیش گرفتند و سپس به جان یکدیگر افتاده تا ممالک یکدیگر را تسخیر کنند در حالی که مغولان مشغول تسخیر نواحی دیگری از آذربایجان، گیلان و ارمنستان بودند.
جورماغون در این سرزمین‌ها، به عنوان داروغه‌چی یا حاکم نظامی باقی ماند و طی ده سال بسیاری از کشورهای کوچک قفقاز در مجاورت قلمرویش را تصرف کرد و در سنه ۶۳۴ راه خویش را به جانب پادشاهی گرجستان گشود. حاکم نظامی دیگری برای تحکیم سلطه بر آسیای غربی اعزام گشت، که مغولان با تحکیم اقتدار خویش بر این حوالی زمینه را برای یورش به غرب فراهم آورد.

## فرزندان جلال‌الدین
سلطان جلال‌الدین بر اساس آنچه استاد مینوی اشاره کرده‌است، دارای چهار فرزند بوده‌است. یک فرزند سه سالهٔ او به نام قیقمار شاه یا قیقمار که از خواهر شهاب‌الدین سلیمان شاه، حاکم ایوه زاده شده بود. این زن را خوارزمشاه پس از مراجعت از هند و هجوم به بغداد، در راه خود به آذربایجان به همسری گرفته‌است. نام این زن ملکه خاتون بود. (به نظر می‌رسد ملکه خاتون عنوان کلی زنان شاه بوده‌است؛ زیرا در چند مورد این عنوان به همسران سلطان داده شده‌است)
قیقمار پس از تولد سه سال عمر کرد. در روایتی در جریان محاصره اخلاط مرد یا به روایتی دیگر به وسیله دایه خواهر خود زهر خورانده شد.
پسر دیگر جلال‌الدین ممنگ طوی شاه نام داشت. او همان فرزندی است که در نبرد سند به دست مغولان اسیر شد و در حالی که فقط ۷ سال داشت، به فرمان چنگیز گردن زده و کشته شد.
فرزند دیگر جلال‌الدین دوشی خان یا دوش خان بوده‌است؛ که مادر او را کنیزکی می‌دانستند که جلال‌الدین او را به اخش ملک بخشیده بود. دوشی در جریان محاصره اخلاط درگذشت.
جلال‌الدین دو دختر داشت یکی از آنها، همان دختری است که دایه او متهم به مسموم ساختن و کشتن قیقمار شاه بود. (این دختر نوهٔ اتابک سعد بن زنگی بود)
دومین دختر سلطان، همراه آن بخش از حرم پادشاهی به اسارت مغولان درآمده بود، به مغولستان برده شده و در آنجا پرورش یافت. او در هنگام اسارت دو ساله بود. مادر او، که معلوم نیست کدام یک از همسران جلال‌الدین است به ازدواج جرماغون سردار مغول در می‌آید.

## شعر در وصف جلال‌الدین
کمال‌الدین اسماعیل فرزند جمال‌الدین عبدالرزاق اصفهانی در هنگام فتح اصفهان بدست جلال‌الدین خوارزمشاه شعری سرود که بدین شرح می‌باشد:۱۸
| مژده که خوارزمشاه شهر صفاهان گرفت |  | ملک عراقین را همچو خراسان گرفت |
| ماهچهٔ چتر او قلهٔ گردون گشاد       |  | مورچهٔ تیغ او ملک سلیمان گرفت   |

در سال ۱۳۳۰ خورشیدی، حمیدی شیرازی، چکامه‌ای زیبا به نام «در امواج سند» در ستایش دلاوری و میهن دوستی سلطان جلال‌الدین خوارزمشاه سرود که در همان سال جایزهٔ نخست مسابقه شعر وطن را به دست آورد؛ و اینک آن سروده:
| به مغرب سینه مالان قرص خورشید   |  | نهان می‌گشت پشت کوهساران       |
| فرو می‌ریخت گردی زعفران رنگ      |  | به روی نیزه‌ها و نیزه داران    |
| ز هر سو بر سواری غلت می‌خورد     |  | تن سنگین اسبی تیر خورده       |
| به زیر باره می‌نالید از درد      |  | سوار زخم دار نیم مرده         |
| ز سم اسب می‌چرخید بر خاک         |  | به سان گوی خون آلود، سرها     |
| ز برق تیر می‌افتاد در دشت        |  | پیاپی دست‌ها دور از سپرها      |
| میان گردهای تیره چون میغ        |  | زبان‌های سنان‌ها برق می‌زد       |
| لب شمشیرهای زندگی سوز           |  | سران را بوسه‌ها بر فرق می‌زد    |
| نهان می‌گشت روی روشن روز         |  | به زیر دامن شب در سیاهی       |
| در آن تاریک شب می‌گشت پنهان      |  | فروغ خرگه خوارزمشاهی          |
| دل خوارزمشه یک لمحه لرزید       |  | که دید آن آفتاب بخت خفته      |
| ز دست ترکتازی‌های ایام           |  | به آبسکون شهی بی تخت، خفته    |
| اگر یک لحظه امشب دیر جنبد       |  | سپیده دم جهان در خون نشیند    |
| به آتش‌های ترک و خون تازیک       |  | ز رود سند تا جیحون نشیند      |
| به خوناب شفق در دامن شام        |  | به خون آلوده ایران کهن دید    |
| در آن دریای خون در قرص خورشید   |  | غروب آفتاب خویشتن دید         |
| به پشت پردهٔ شب دید پنهان        |  | زنی چون آفتاب عالم افروز      |
| اسیر دست غولان گشته فردا        |  | چو مهر آید برون از پردهٔ روز   |
| به چشمش ماده آهویی گذر کرد      |  | اسیر و خسته و افتان و خیزان   |
| پریشان حال و آهو بچه‌ای چند      |  | سوی مادر دوان وز وی گریزان    |
| چه اندیشید آن دم، کس ندانست     |  | که مژگانش به خون دیده تر شد   |
| چو آتش در سپاه دشمن افتاد       |  | وز آتش هم کمی سوزنده تر شد    |
| زبان نیزه اش در یاد خوارزم      |  | زبان آتشی در دشمن انداخت      |
| همه تیغش به یاد ابروی دوست      |  | به هر جنبش سری در دامن انداخت |
| چو لختی در سپاه دشمنان ریخت     |  | از آن شمشیر سوزان آتش تیز     |
| خروش از لشکر انبوه برخاست       |  | که از این آتش سوزنده پرهیز    |
| در آن باران تیغ و برق پولاد     |  | میان شام رستاخیز می‌گشت        |
| در آن دریای خون در دشت تاریک    |  | به دنبال سر چنگیز می‌گشت       |
| بدان شمشیر تیز عافیت سوز        |  | در آن انبوه، کار مرگ می‌کرد    |
| ولی چندان که برگ از شاخه می‌ریخت |  | دو چندان می‌شکفت و برگ می‌کرد   |
| سرانجام آن دو بازوی هنرمند      |  | ز کشتن خسته شد وز کار واماند  |
| چو آگه شد که دشمن خیمه اش جست   |  | پشیمان شد که لختی ناروا ماند  |
| عنان بادپای خسته پیچید          |  | چو برق و باد، زی خرگاه آمد    |
| دوید از خیمه خورشیدی به صحرا    |  | که گفتندش سواران: شاه آمد     |